# Jack Whitehall
Jack Peter Benedict Whitehall (ur. 7 lipca 1988 w Londynie) – brytyjski komik, aktor i prezenter telewizyjny.

## Młodość
Urodził się w Portland Hospital na londyńskim West End. Jest synem aktorki Hilary Amandy Jane Isbister i Michaela Johna Whitehalla, producenta telewizyjnego i byłego agenta aktorów, takich jak Judi Dench, Colin Firth czy Richard Griffiths. Wychowywał się z młodszą siostrą Molly Louisa (ur. 1989) i młodszym bratem Barnaby Williamem (ur. 1992) w londyńskiej dzielnicy Putney.
Uczęszczał do londyńskiej The Harrodian School i Dragon School w Oksfordzie. Naukę kontynuował w Marlborough College, a następnie studiował historię sztuki na Uniwersytecie Manchesterskim.

## Kariera w mediach
Porzucił studia na rzecz kariery komediowej, którą rozpoczął od występów stand-up.
W 2000 z niepowodzeniem wziął udział w castingu do głównej roli w filmie Harry Potter i Kamień Filozoficzny. Występował w licznych rozrywkowych programach telewizyjnych, w tym 8 Out of 10 Cats (2008–2011), Mock the Week (2009–2011) i Stand Up for the Week (2010–2011). W serialu Channel 4 Fresh Meat (2011–2012) z Kimberley Nixon wystąpił jako Jonathan „J.P.” Pembersley, student geologii i Old Stoic, który nie dostał się na „właściwy” uniwersytet. W latach 2012-2013 był scenarzystą i odtwórcą głównej roli jako Alfred „Alfie” Wickers w serialu BBC Three Złe wychowanie (Bad Education).
W 2012 zdobył nagrodę British Comedy Awards dla „króla komedii”. Wcześniej nominowany był do nagród BCA za najlepszy męski debiut komediowy (2010) i dla najlepszego telewizyjnego aktora komediowego (2011). Prowadził galę rozdania Brit Awards w 2018 i  2019.

## Filmografia

### Filmy
- 2013: Kraina lodu jako troll Gothi (głos)
- 2016: Dzień Matki jako Zack Zimm
- 2016: Asteriks i Obeliks: Osiedle bogów jako Asteriks (głos)
- 2018: Dziadek do orzechów i cztery królestwa jako Harlequin

### Seriale TV
- 2012–2014: Złe wychowanie jako Alfred „Alfie” Wickers
- 2019: Dobry omen jako Newton Pulsife
- 2019: Sekrety rodzinne w roli samego siebie